# The Awakening (Merciless)
The Awakening è il primo album della band svedese Merciless, prodotto a febbraio 1990 dalla casa discografica Deathlike Silence Productions.
La copertina del disco raffigura l'opera di Gustave Doré intitolata La visione della valle di ossa secche.
Il disco venne stampato sia in cd che in vinile entrambi limitati a 1000 copie ciascuno. Nella versione vinile è presente un inserto con diverse foto della band.
Venne ristampato nel 1999 e nel 2009 in CD entrambe le volte dalla casa discografica Osmose Productions, con la copertina di colore giallo. Venne ristampato nel 2011 in versione vinile dalla casa discografica Temple of Darkness Records.

## Tracce
1. Pure Hate
2. Souls of the Dead
3. The Awakening
4. Dreadful Fate
5. Realm of the Dark
6. Dying World
7. Bestial Death
8. Denied Birth

## Formazione
- Roger "Rogga" Pettersson- voce
- Erik Wallin- chitarra
- Fredrik Karlén - basso
- Stefan "Stipen" Carlsson- batteria